# Cristiano Lupatelli
Cristiano Lupatelli (* 21. Juni 1978 in Perugia) ist ein ehemaliger italienischer Fußballspieler, auf der Position eines Torhüters, sowie aktueller Torwarttrainer. Seit 2025 ist er bei der Italienischen Fußballnationalmannschaft aktiv.

## Spielerkarriere
Cristiano Lupatelli begann seine Karriere bei Fidelis Andria. Zur Saison 1999/2000 wechselte er zur AS Rom, wo er zwei Spielzeiten lang Ersatztorhüter war. Zur Saison 2001/02 wechselte Lupatelli dann zu Chievo Verona, wo er erstmals Stammtorhüter bei einem Serie-A-Verein war. Nach zwei Spielzeiten in Verona kehrte er zur Saison 2003/04 wieder zum AS Rom zurück.
Nach einer enttäuschenden Saison, in der er zu keinem Einsatz kam, wechselte Lupatelli zum Ligakonkurrenten AC Florenz. Hier konnte er sich auf Anhieb einen Stammplatz erspielen. 2005 wurde er im Gegenzug für Sébastien Frey an den FC Parma verliehen, 2006 bis 2008 spielte er auf Leihbasis bei der US Palermo. Ab 2008 bis Ende Juni 2010 stand er bei Cagliari Calcio unter Vertrag. Im Anschluss unterzeichnete der Torhüter beim FC Bologna. Nach einem Jahr dort sowie einem weiteren Jahr bei der CFC Genua war er bis zu seinem Karriereende im Jahr 2015 noch drei Spielzeiten bei der AC Florenz aktiv.

## Trainerkarriere
Lupatelli wurde nach seinem Karriereende bei der AC Florenz direkt dort Torwarttrainer der U19-Mannschaft. Nach zwei Jahren wechselte er zur U19 von Juventus Turin. Dort wechselte er nur ein Jahr später zur neu gegründeten zweiten Mannschaft, der Juventus Next Gen. Nach einem kurzen Engagement bei der AC Perugia Calcio wechselte er zur FIGC und übernahm dort den Torwarttrainer-Posten bei der U16-Nationalmannschaft. Mit der Berufung Gennaro Gattusos zum Cheftrainer im Juni 2025 wurde Lupatelli zusammen mit Roberto Perrone Torwarttrainer der Italienischen Nationalmannschaft.

## Erfolge
- Italienischer Meister: 200/01
- Coppa Italia Serie C: 2019/20 (als Torwarttrainer)